# 부초 (1959년 영화)
《부초》(浮草, Floating Weeds)는 일본에서 제작된 오즈 야스지로 감독의 1959년 드라마 영화이다. 나카무라 간지로 등이 주연으로 출연하였고 나가타 마사이치 등이 제작에 참여하였다.

## 출연

### 주연
- 나카무라 간지로
- 쿄 마치코
- 와카오 아야코

### 조연
- 카와구치 히로시
- 스기무라 하루코
- 노조에 히토미
- 류 치슈
- 미츠이 코지
- 타나카 하루오
- 이리에 요스케
- 호시 히카루
- 우시오 만타로
- 우라베 쿠메코